# Fansub

Ví dụ về một fansub

Fansub (viết tắt của Fan-subtitled, nghĩa là "được phụ đề bởi người hâm mộ") là một phiên bản của một bộ phim hay một chương trình truyền hình của nước khác đã được những người hâm mộ (fan) dịch lại và đặt phụ đề bằng ngôn ngữ khác với ngôn ngữ gốc ban đầu, phân biệt với bản dịch có giấy phép chính thức được làm bởi những người chuyên nghiệp.

## Lịch sử

### Sự phát triển các câu lạc bộ người hâm mộ phim hoạt hình Anime Nhật Bản (những năm 1980)
Fansub khởi nguồn từ sự bùng nổ của ngành sản xuất anime vào thập niên 1980 ở Nhật Bản. Chỉ một số ít anime được mua bản quyền để phân phối ra nước ngoài. Điều này đã khiến những fan hâm mộ của anime không thể tiếp cận với những anime mới. Một số fan, thường là những người có ít kiến thức về tiếng Nhật, đã bắt đầu sản xuất những bản phụ đề không chuyên nghiệp của những chương trình anime mới; do vậy, họ có thể chia sẻ với những fan như họ nhưng không hiểu tiếng Nhật.
Vào những ngày đầu của việc làm fansub, phương tiện phân phối lúc này chỉ là những băng VHS. Loại băng này khét tiếng với chất lượng xấu, phải bỏ ra nhiều thời gian và tiền của để sản xuất và rất khó tìm. Chỉ một số lượng giới hạn những bản copy được tạo ra, sau đó được gửi bằng bưu điện hay phân phối đến những câu lạc bộ anime trong vùng. Các fan có thể mua những bản fansub ở giá phải chăng nhất, hay liên hệ đến những câu lạc bộ để được ghi lại trên băng trắng.
Tất cả đều thay đổi với sự xuất hiện của việc làm fansub kỹ thuật số (digital fansubbing). Cùng với Internet tốc độ cao lan rộng, desktop video editing, DVD & Blu-ray Disc, và thu hình TV, quá trình sản xuất truyền thống đã bị lãng quên hoàn toàn bởi digital fansubbing (digisubbing), việc phân phối điện tử là kết quả của digisubbing. Điều này đã cho phép fansubbing thay đổi diện mạo từ một công việc chậm chạp và tẻ nhạt sang một cách thức hoàn toàn mới, tạo ra một preview chất lượng thấp đã trở thành một công việc dễ dàng, tiết kiệm, nhanh chóng tạo ra một sản phẩm chất lượng cao và có khả năng thay thế một bản DVD sao chép chất lượng kém, dù một số nhóm vẫn phát hành những fansub chất lượng HD.
Tuy nhiên, phần lớn những fansub đều được mã hóa (encoded) thấp hơn chất lượng DVD. Ngay cả những fansub dựa trên DVD rip của Nhật cũng có chất lượng thấp hơn. Nguyên nhân chính là ở dung lượng tập tin: 175 MB, 233 MB và 350MB được xem là dung lượng "chuẩn" cho một tập tin của fansub, vì chúng được chia cho chẵn với 700MB, dung lượng đặc trưng của một CD-R. Kể từ sự xuất hiện của DVD, các file với dung lượng 172Mb và 344Mb cũng được áp dụng, cho phép 13 hay 26 tập phim (một phần) có thể chứa vừa trong một DVD. Những DVD thường có dung lượng lớn hơn một gigabyte khiến chúng có chất lượng rất cao. Tuy vậy, hầu hết những digisub ngày nay sử dụng dạng nén MPEG-4 so sánh với MPEG-2 dùng bởi những DVD, sự khác biệt về chất lượng đã ít được người ta để ý đến, thay vào đó là dung lượng file nhỏ hơn.
Fansub ngày nay đạt đến một chất lượng và một sự tiếp cận miễn phí đến mức có một sự khích lệ nâng cấp lên thành một bản copy hợp pháp khiến một tiêu đề (anime) bản quyền nội địa có thể bị giảm bớt nghiêm trọng. Tuy nhiên, một nghiên cứu gần đây bởi Yale Economic Review đã chứng minh rằng những người mà tải phim ảnh cũng không ít mua phim ảnh hơn những người không có tải, sư kết luận này được liệt vào một câu hỏi hết sức nghiêm túc. Những bất ổn kinh tế ở Hoa Kỳ và Nhật Bản cũng khiến khó mà đo lường những hậu quả chính xác của những digisub trên ngành công nghiệp thương mại.
Một số người trong cộng đồng anime tranh cãi rằng digisubbing đã bóp méo truyền thống fansub ban đầu, và biến một công việc đáng được tôn trọng thành không gì hơn một sự in lậu cho một thứ giải trí rẻ tiền, và cho rằng nó cũng chỉ như những anime thương mại Zero day warez. Một vài fansub còn xuất hiện cả trên những trang warez - chủ yếu cũng bởi những thương nhân warez cũng là người hâm mộ anime - dẫn đến sự trùng hợp của hai nhóm, như sách báo khiêu dâm và anime cùng xuất hiện trên một vài trang web. Một số khác biện hộ rằng fansubbing mang lại lợi ích rõ ràng cho cộng đồng anime cũng như cho ngành công nghiệp anime của Nhật và nội địa, họ chỉ ra rằng một vài ví dụ cũ khi những fansub giúp những công ty Nhật kiếm được sự quảng cáo và tiền bạc (đọc bên dưới để biết thêm chi tiết về sự nghiên cứu này).

### Fansub buổi sơ khai

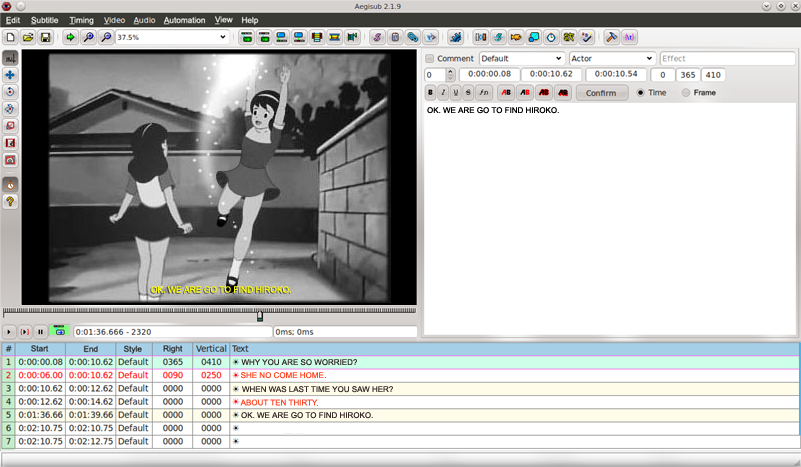

Những fansub sơ khai hay fansub "truyền thống" được sản xuất bằng những thiết bị soạn thảo video tương tự (analog). Trước tiên, một bản copy của nguồn nguyên liệu nguyên bản, gọi là bản "thô", được sử dụng. Nguồn thô chủ yếu là đĩa laze thương mại. Tuy nhiên, một băng VHS thương mại hay thậm chí việc tự ghi lại cũng có thể sử dụng, vì vậy mà những sản phẩm tạo ra có chất lượng thấp hơn. Một bản dịch được làm khớp với đoạn đối thoại của bản video thô. Bản dịch sau đó được canh giờ. Canh thời gian (timing) là công đoạn chỉ định "giờ bắt đầu" (Synch-Point) và "giờ kết thúc" cho mỗi dòng của việc đặt phụ đề; điều này quyết định một phụ đề sẽ hiện trên màn hình bao lâu. Timing một bản phim thường được làm kết hợp với phần mền máy tính được thiết kế đặc biệt cho mục đích này. Người làm timing sẽ xem bản video nguồn rồi chỉ định sự xuất hiện, thay đổi, và gỡ bỏ chữ phụ đề bằng một máy tính. Hai chương trình phổ biến nhất dùng cho công đoạn này là JACOsub (trên Commodore Amiga) và Substation Alpha (trên MS Windows). Một khi kịch bản đã chuẩn bị và canh giờ, bước tiếp theo là sản xuất một hay nhiều bản chủ (master). Một master là một bản copy chất lượng cao của một fansub hoàn chỉnh mà từ đó những bản copy để phân phối có thể được làm. Fansubber (người làm phụ đề) sẽ quay lại bản video thô thông qua một công cụ máy tính với một genlock để phát ra phụ đề và sau đó chồng chúng lên tín hiệu của bản thô. Phần cứng được chọn là một máy tính cá nhân Amiga vì hầu hết những genlock chuyên nghiệp đều rất đắt. Sản phẩm cuối cùng sau đó được  thu lại. Bản Master thường được ghi lại vào băng SVHS để đạt được chất lượng tốt nhất, dù vậy một vài fansubber buộc phải dùng băng VHS ít đắt đỏ hơn. Một khi đã hoàn thành, bản master copy sau đó sẽ được chuyển đến cho một người phân phối.
Những người phân phối fansub (người phân phát video đến các fan) thường cách biệt với các fansubber, những người dịch và sản xuất những bản master. Bởi vì hầu hết thành viên trong cộng đồng fansub không muốn kiếm lời từ hoạt động của họ, những fansub thường không "bán". Một cách đặc thù, một fan muốn những bản copy của một chương trình nào đó sẽ gửi băng VHS trắng đến một người phân phối fansub, cùng với giá cả phải chăng nhất cho phí vận chuyển. Người phân phối sau đó sẽ ghi lại những bản copy vô băng trắng của "khách hàng", và gửi chúng lại. Một cách khác, một nhà phân phối fansub có thể bán những bản copy, nhưng ở một cái giá rất thấp bằng chính chi phí của băng trắng và vận chuyển.
Kiểu fansubbing này ngốn khá nhiều cho những fansubber và nhà phân phối. Bản thô thường được mua với giá cao; gần như những đĩa anime (hay băng) trị giá hơn $50 và có thể trị giá hơn $100. Nó sẽ không có gì bất thường nếu một đĩa $50 chỉ chứa một đoạn video 30 phút. Để có được những bản thô chất lượng cho một series có độ dài vừa phải cũng tốn hơn $1000. Một vài nhóm fansub thuê một dịch giả chuyên nghiệp để có được một bản dịch. Sau đó, những công cụ video đắt đỏ được sử dụng: máy chạy đĩa laze, PC, genlock, và bản thu lại để sản xuất những bản master, kết quả là hai hay nhiều hơn một bản video cần để sản xuất những bản copy để phân phối. Phần cứng video chuyên nghiệp như máy quay đĩa, máy ghi lại, và bàn điều chỉnh cũng cực kỳ đắt; có thể lên đến hàng ngàn đô.
Chất lượng những video của fansub truyền thống thường không tốt. Giá cả công cụ đắt đỏ buộc hầu hết những nhóm fansub phải sử dụng loại công cụ điện tử tiêu thụ rẻ tiền nhưng kém chất lượng. Ngay cả khi nguồn LD chất lượng cao và phần cứng đẳng cấp chuyên nghiệp có thể được dùng đi nữa, thì fansub cuối cùng cũng chỉ tốt nhất ở bản copy cấp thứ ba. Thực tế, hầu hết fansub trong sự lưu hành là những bản copy cấp thứ tư hay năm, và không được tạo nên bằng công cụ chuyên nghiệp. Vì vậy, trong thực tế chất lượng thường rất tệ mặc dù sự bản địa hóa thực sự và dịch thuật gần như ở cấp độ chuyên nghiệp hơn những fansub hiện đại.

### Những kỹ thuật fansub hiện đại
Fansub hiện đại hầu như được sản xuất trên máy tính. Bản thô (raw) vẫn được đòi hỏi, nhưng không như những fansubber phụ thuộc vào những dĩa laze, hầu hết nguồn thô đều đến thẳng từ việc thu lại từ TV Nhật Bản, thứ mà phổ biến rộng rãi thông qua những chương trình peer-to-peer của Nhật như Winny hay Share. Đối với những chương trình cũ hơn không có trên DVD, một số fansubber tiên tiến sử dụng những máy tính được trang bị với những phần cứng thu video tinh xảo để lấy được những bản copy kĩ thuật số của những media tương tự cũ hơn (đĩa laze hay băng) để làm việc. Cùng với High-definition television (truyền hình độ phân giải cao), những fansub đã hoàn toàn cách mạng hóa.
Một khi đoạn video ở trên máy tính, nó có thể được soạn thảo và đặt phụ đề mà chất lượng không bị giảm hay chỉ giảm ít nhất, so sánh với chu kì thu-phát lại đòi hỏi trong việc làm fansub truyền thống. Tuy nhiên, phần lớn những định dạng mă hóa dùng cũng gây mất ít nhiều chất lượng so với sự truyền hình nguyên bản hay DVD. Một máy tính không đắt tiền cũng có thể thực hiện tất cả các thao tác cần thiết mà không cần những thiết bị rắc rối và đắt tiền như editing deck và genlock.
Dịch thuật thường được thực hiện riêng lẻ bằng cách lắng nghe bản ghi lại. Trong khi những bản phát hành thương mại thường có được những bản thảo kịch bản thì những fansubber chỉ dịch bằng cách nghe bằng tai. Điều này thỉnh thoảng dẫn đến những lỗi hay những tên được phát âm không rõ. Phổ biến nhất là những chương trình sử dụng những tên phương tây. Do sự phát âm và sự tối nghĩa của tiếng Nhật trong những ký tự Katakana, Những tên như Alice có thể nghe và đánh vần như "Arisu"-dẫn đến bất cứ chọn lựa nào của việc phát âm Alice. Điều này khiến những nhóm fansub khác nhau sử dụng những cách đánh vần khác nhau. Một ví dụ khá nổi tiếng là Winry Rockbell của Fullmetal Alchemist, cô có thể được đánh viết cả Winry và Winly bởi những nhóm khác nhau vì sự tương đương giữa alveolar approximant và alveolar lateral approximant trong tiếng Nhật.
Một giải pháp để sử dụng những file thô tiếng Nhật cho việc dịch âm thanh là dùng những video đã được đặt phụ đè bằng tiếng Trung Quốc. Trung Quốc (cả đại lục và Trung Hoa Dân Quốc) đều có những fansub riêng của họ phát hành trên internet. Một vài fansubber được biết đến là dịch ra tiếng Anh từ những bản tiếng Trung đã được dịch từ bản gốc tiếng Nhật. Tuy vậy, điều này vốn dĩ giảm đi sự chính xác của việc dịch thuật vì nó trải qua hai lần dịch. Một ví dụ gần đây của một anime được đặt phụ đề hoàn toàn dựa vào những bản fansub tiếng Trung là My Otome; Doremi, một trong những nhóm làm viêc với anime này, sử dụng hai người nói tiếng Trung bản ngữ cho dự án đó.
Sau khi việc dịch thuật đã hoàn tất, những phụ đề được viết và canh giờ (timing), sau đó thường được kiểm tra lỗi (Quality control - QC). Hiện có nhiều phương pháp làm fansub được sử dụng.
Phụ đề "cứng" ("hard" subtitle), hay hard sub, được mã hóa vào cảnh phim, và vì thế không có tùy chọn. Phụ đề "mềm" ("soft" subtitle), hay soft sub, là những phụ đề đồng bộ với đoạn đối thoại nhưng không mã hóa vào cảnh phim mà lưu trữ cùng với file phim

### Sự Phân phối và sự chiếu lại
Vào cuối thập niên 1990 và đầu thập niên 2000, những fansub dạng điện tử chủ yếu được phân phối như những băng VHS: bằng cách gửi bưu điện những đĩa CD-R. Rất nhiều fan không có Internet tốc độ cao và không thể tải những file lớn. Rất nhiều fansub điện tử ban đầu được tạo nên từ những fansub VHS. Như trong trường hợp của Sailor Moon, fansub chính trong sư phân phối ngày nay là dựa trên những fansub VHS đã được sản xuất gần như một thập niên về trước.
Năm 2006, hầu hết fansub được phân phối chủ yếu thông qua BitTorrent và những kênh IRC. Những website tin tức anime cung cấp thông tin về sự phát hành fansub. Do sự phát triển của việc phân phối không chủ yếu dựa vào CD-R và DVD-R, những tiêu chuẩn dung lượng file trở nên ít áp dụng hơn.
Một loại giải mã (codec) để chiếu lại video và âm thanh thích hợp cần phải được cài vô máy tính để có thể chiếu lại thực sự. Thêm vào đó, rất nhiều file video sử dụng những định dạng container đa phương tiện đặc biệt, như là OGM và Matroska. Những loại giải mã đặc biệt được đòi hỏi cho những định dạng này. Một lợi ích chính của việc sử dụng những container Ogg và Matroska là có thể tạo được một file có những tính năng DVD như là có thể có nhiều âm thanh(thứ tiếng), nhiều phụ đề, và chapter support.
Bởi vì những sự mã hóa khác nhau trong sự chọn lựa codec(DivX, Xvid, H.264) và những định dạng(AVI, OGM, MKV, MP4), một số nhóm đã tạo những gói codec có hầu hết những dạng mã hóa đó. Một gói codec ví dụ là Combined Community Codec Pack.

## Những vấn đề về pháp lý và đạo đức
Đối với luật bản quyền, thì fansubbing hoàn toàn là bất hợp pháp. Nhưng, những fansubber biết giữ gìn đặc trưng riêng của họ, đúng quy cách và không xem mình là một kẻ sao chép hàng lậu bất hợp pháp.
1. Fansub được thực hiện bởi fan, cho fan, và không dành cho mục đích thương mại. Vì vậy, fansub không bao giờ được bán vì lợi nhuận. Fansub, hoặc là đem cho hoặc là bán với đúng giá sản xuất nên thường là giá của băng cassette trắng cộng với chi phí vận chuyển. Rất nhiều fansub đặt những dòng "Fansub miễn phí: không bán hay cho thuê" thường xuất hiện bất chợt xuyên suốt đoạn video, để ngăn chặn những kẻ bán lậu(bootlegger) không vi phạm luật lệ này.
2. Hầu hết những fansubber chỉ làm việc với những anime vẫn chưa mua bản quyền và phát hành trong nội địa nước họ. Nếu một công ty nội địa mua bản quyền một anime nào đó thì sản phẩm và sự phân phối của anime đó sẽ đột ngột bị ngừng lại (bởi vì tất cả những nhóm sub đều tôn trọng bản quyền và tác giả của một sản phẩm).
3. Luôn khuyến khích fan hâm mộ anime mua đĩa chính hãng khi bộ anime đó được mua bản quyền phát hành ở Việt Nam để ủng hộ nhà sản xuất phim.
4. Nếu một chương trình đã rất dài khi nó được mua bản quyền (Bleach, một ví dụ, đã có trên 70 tập khi nó được mua bản quyền), thì một số fansubber sẽ vẫn tiếp tục phát hành những tập tiếp theo và ngừng ngay những tập cũ khi chúng ra mắt ở Mỹ.